# Macquaria novemaculeata
Espèce
Synonymes
- Dules novemaculeatus Steindachner, 1866[2]
- Dules reinhardti Steindachner, 1867[2]
- Lates similis Castelnau, 1872[2]
- Macquaria novemaculeata[3]
- Percalates novemaculeata Dules novemaculeatus Steindachner, 1866 (préféré par NCBI)[3]

Macquaria novemaculeata, communément appelé Bar australien, est un poisson carnassier catadrome qui se rencontre dans les eaux douces et côtières de l'est de l'Australie et très apprécié des pêcheurs. C'est un poisson de taille petite à moyenne (20 à 30 cm de long pour un poids de 0,5 kg kilogramme en moyenne pour les poissons sauvages mais nettement plus pour les poissons d'élevage.

## Description
Macquaria novemaculeata à un corps allongé, un peu aplati transversalement. Il a une nageoire caudale fourchue, une nageoire anale anguleuse, une deuxième nageoire dorsale souple alors que la première est de taille moyenne, pointue. La bouche est de taille moyenne et les yeux relativement grands apparaissent sombres en lumière tamisée, rouges en lumière forte. Les opercules portent des aiguilles acérées qui peuvent blesser profondément un pêcheur imprudent.

## Migration
Macquaria novemaculeata est essentiellement un poisson de rivière mais qui doit se reproduire en mer de sorte qu'il passe la moitié (voire plus) de l'année en rivière à la saison chaude et l'hiver en mer. On peut résumer une année de poisson adulte de la façon suivante, avec des variations liées à la région ou aux conditions hydrologiques (notamment les précipitations qui peuvent faciliter la remontée en augmentant le débit des cours d'eau) :
- septembre, retour dans la partie aval des cours d'eau après la reproduction ;
- octobre–novembre, remontée progressive vers l'amont ;
- décembre–février, remontée maximale dans les eaux douces ;
- mars–avril, lente redescente des cours d'eau en prévision de l'accouplement ;
- mai, descente rapide vers les estuaires ;
- juin–juillet–août, reproduction en mer (saison froide dans l'hémisphère austral).

## Alimentation
Macquaria novemaculeata se nourrit essentiellement de :
- insectes terrestres notamment cigales ;
- invertébrés aquatiques particulièrement larves de Trichoptera ;
- crustacés d'eau douce (écrevisses) ou de mer (crevettes) ;
- petits poissons notamment Philhypnodon grandiceps qui sont très communs dans les eaux douces.

Cependant ce sont de redoutables prédateurs qui se nourrissent de n'importe quel petit animal qui nage à proximité que ce soit une souris, un lézard ou une grenouille.